# Бергхолц (Немачка)
Бергхолц (њем. Bergholz) општина је у њемачкој савезној држави Мекленбург-Западна Померанија. Једно је од 54 општинска средишта округа Икер-Рандов. Према процјени из 2010. у општини је живјело 418 становника. Посједује регионалну шифру (AGS) 13062005.

## Географски и демографски подаци
Бергхолц се налази у савезној држави Мекленбург-Западна Померанија у округу Икер-Рандов. Општина се налази на надморској висини од 34 метра. Површина општине износи 21,7 km². У самом мјесту је, према процјени из 2010. године, живјело 418 становника. Просјечна густина становништва износи 19 становника/km².